# Brago
Brago är ett sprött mördegskex som tillverkas av Göteborgs Kex.
Brago lanserades av Örebrokex 1953 som Bra Go' och fick sitt nuvarande recept 1957. När Göteborgs Kex tog över Örebrokex på 1960-talet tog företaget också över Brago, som fortsatte tillverkas.
Det finns i olika smaker och i varianterna bokstavskex och sifferkex. Originalet har mild smak av vanilj.